# Har Zevul
Har Zevul (hebrejsky: הר זבול) je hora o nadmořské výšce 814 metrů v Izraeli, v Horní Galileji.
Leží na jižním okraji drúzského města Churfejš. Na jejím vrcholku se nachází drúzská svatyně, která byla až do roku 1948 spravována muslimy, teprve pak jí převzali Drúzové.
Nachází se zde hrobka drúzského proroka Sabalana (patrně biblického Zabulóna nebo jednoho ze středověkých propagátorů drúzského náboženství z 11. století). U hrobky se pořádají každoroční náboženské poutě. Hrobka samotná je umístěna v malé jeskyni pod povrchem. Okolo se nacházejí obřadní stavby a též ubytování pro poutníky.